# I miei giorni
I miei giorni è il quarto album di Bruno Lauzi, pubblicato dalla Ariston nell'autunno del 1967.

## Il disco
Due canzoni presenti nell'album, La donna del sud e Una storia, erano state già pubblicate l'anno precedente su due 45 giri diversi; il primo brano inoltre era stato inciso anche da Sergio Endrigo, che aveva anche scritto una canzone, Il treno che viene dal sud, in risposta.
Lauzi, restituendo l'omaggio, incide in questo disco una canzone del collega, Girotondo intorno al mondo.
Un altro brano di cui Lauzi non è autore è Se qualcosa ci divide, scritto da Franco Campanino, il leader dei Campanino.
La copertina del disco è un collage di fotografie dell'artista; gli arrangiamenti sono curati dal maestro Franco Tadini.
Molte di queste canzoni verranno reincise da Lauzi in seguito, in vari album.

## Tracce
LATO A
1. La donna del sud (testo e musica di Bruno Lauzi) - 2'32"
2. L'altra (testo e musica di Bruno Lauzi) - 2'28"
3. L'ultima domenica d'estate (testo e musica di Bruno Lauzi) - 2'17"
4. Se qualcosa ci divide (testo e musica di Franco Campanino) - 1'54"
5. Girotondo intorno al mondo (testo di Sergio Endrigo e Paul Fort; musica di Sergio Endrigo) - 2'35"
6. I miei giorni (testo e musica di Bruno Lauzi) - 2'38"

LATO B
1. Una storia (testo e musica di Bruno Lauzi) - 2'37"
2. Poi sei venuta tu (testo e musica di Bruno Lauzi) - 2'03"
3. Come due amici (testo di Bruno Lauzi; musica di Mario Coppola e Bruno Lauzi) - 2'01"
4. Quando il giorno verrà (testo e musica di Bruno Lauzi) - 2'32"
5. Sua Signoria l'amore (testo e musica di Bruno Lauzi) - 2'18"
6. Ninna nanna amore (testo e musica di Bruno Lauzi) - 2'02"